# Szergej Apollinarijevics Geraszimov
Szergej Apollinarijevics Geraszimov (Kundravi, 1906. május 21. –  Moszkva, 1985. november 26.) szovjet filmrendező és forgatókönyvíró. A világ legrégebbi filmiskolája, a Geraszimov Filmművészeti Intézet (VGIK) az ő nevét viseli a mai napig.

## Életrajza
Geraszimov 1924-ben kezdte filmes karrierjét színészként. Első szerepeit Kozincev és Trauberg filmjeiben kapta, például A köpönyegben és az Új Babilonban. Később megbízást kapott, az ő feladat lett, hogy a szocialista realizmus irodalmi klasszikusait filmvászonra vigye. Alekszandr Fagyejev Az Ifjú Gárda (1948) és Mihail Solohov Csendes Don (1957–58) című regényeinek epikus filmváltozatait a hatóságok számára példaértékűek voltak.
Geraszimov és felesége, Tamara Makarova a VGIK-ben eltöltött több évtizedes tanításuk során orosz színészek számos generációját képezték. Emellett tanított a Leningrádi Színházi Iskolában, egyik diákja volt a neves színész, Georgij Zshonov.
Legutolsó filmjében Geraszimov Lev Tolsztojt alakította, Makarova pedig Tolsztoj felesége volt. Geraszimov a moszkvai Novogyevicsi temetőben nyugszik.

## Moszkvai Nemzetközi Filmfesztivál
Geraszimov számos alkalommal volt a Moszkvai Nemzetközi Filmfesztivál zsűrijének elnöke. Elnök volt az 1959-es, 1965-ös, 1969-es és az 1985-ös évben megrendezett alkalmakon. 1961-ben és 1971-ben zsűritag volt. 1967-ben Az újságíró című filmje elnyerte a nagydíjat az 1967-es fesztiválon.

## Munkái

### Rendezései
- Hét bátor ember (1936)
- Komszomolszk (1938)
- Az új tanár (1939)
- Álarcosbál (1941)
- Az uráli front (1944)
- A fiatalok Őr (1948)
- A falusi orvos (1951)
- Az új Kína (1952)
- Nagy gyász (1953)
- És csend folyik a Donon (1958)
- Emberek és állatok (1962)
- Az újságíró (1967)
- A tónál (1969)
- Az emberiség szerelme (1972)
- Lányok-anyák (1974)
- Vörös és Fekete (1976)
- Nagy Péter ifjúsága (1980)
- A dicsőséges napok kezdetén (1980)
- Lev Tolsztoj (1984)

### Színészi szerepei
- Mishki kontra Yudenich (1925)
- Az ördög kereke (1926)
- A kabát (1926)
- A nagy tett klubja (1927)
- Más kabátja (1927)
- Kistestvér (1927)
- Egy birodalom töredéke (1929)
- Az új Babilon (1929)
- Egyedül (1931)
- A dezertőr (1933)
- Álarcosbál (1941)
- Anyák-lányok (1974)
- Lev Tolsztoj (1984)

## Díjak és kitüntetések
- A Szocialista Munka Hőse (1974)
- Lenin-rend
- Októberi Forradalom érdemrend
- A Munka Vörös Zászlója Rendjének kétszeres kitüntetése (1940, 1950)
- Vörös Csillag Rend (1944)
- A Szovjetunió Népművésze, 1948
- Sztálin-díj;
  - 1941 2. osztály – Az új tanár (1939)
  - 1949 első osztály – A fiatal gárda (1948)
  - 1951 első osztály – Az új Kína (1950)
- Lenin Komszomol-díj (1970)
- Szovjetunió Állami Díja (1971) – a Tóparton (1969) című filmért
- Lenin-díj (1984) – az utóbbi évek filmjeiért
- Fehér Oroszlán Rend, III. osztály (Csehszlovákia)
- A moszkvai Geraszimov Filmművészeti Intézet professzora (1946)
- A Szovjetunió Pedagógiai Tudományos Akadémiájának tagja (1978)
- A Szovjetunió Legfelsőbb Tanácsa (1950–1958)
- Doktor nauk (1967)
- A Szovjet Békebizotság Elnökségének tagja (1950 óta)
- A Zeneszerzők Uniójának titkára
- A Szovjetunió Írószövetségének tagja